# Mendoza-Kammratte
Die Mendoza-Kammratte (Ctenomys mendocinus) ist eine Art der Kammratten. Die Art kommt im westlich zentralen Argentinien östlich der Anden vor, wo sie in den Provinzen Mendoza, San Luis und La Pampa nachgewiesen ist.

## Merkmale
Die Mendoza-Kammratte erreicht eine Gesamtlänge von 26,2 Zentimetern bei den Männchen und 24,7 Zentimetern bei den Weibchen bei einer Schwanzlänge von 8,2 Zentimeter bei den Männchen und 7,7 Zentimetern bei den Weibchen. Für das Gewicht gibt es keine spezifischen Angaben. Es handelt sich damit um eine mittelgroße Art der Kammratten. Die Rückenfärbung reicht von hellbraun bis gräulich rotbraun. Über das Fell ziehen sich dunklere Streifen, die zur Bauchseite hin verschwinden. Der Bauch selbst ist heller graubraun. Der Schwanz ist weißlich und hat an der Oberseite medial eine dunklere Linie. Die Füße sind von dünnem, weißem Haar bedeckt.
Der Schädel ist kräftig mit einer kurzen Schnauzenregion. Der Scheitel besitzt deutlich ausgeprägte Schädelkämme, es gibt jedoch keinen ausgeprägten Sagittalkamm. Die Paukenblasen sind vergleichsweise groß und aufgeschwollen.

## Verbreitung
Das Verbreitungsgebiet der Mendoza-Kammratte ist auf das westlich zentrale Argentinien begrenzt, wo sie als Endemit nur in den Provinzen Mendoza, San Luis und La Pampa nachgewiesen ist. Die Höhenverbreitung reicht von etwa 170 bis zu 3400 Metern.
Der Karyotyp besteht aus einem doppelten Chromosomensatz von 2n=48 oder 50 (FN=68 bis 80) Chromosomen. Die Spermien sind leicht asymmetrisch gebaut.

## Lebensweise
Über die Lebensweise der Mendoza-Kammratte liegen wie bei den meisten Arten der Kammratten nur wenige Informationen vor; sie gehört jedoch zu den besser erforschten Arten der Gattung. Sie lebt wie alle Kammratten weitgehend unterirdisch in Gangsystemen, die sie in trocken-sandigen bis lehmigen Böden anlegt. Dabei kommt sie vor allem in ariden bis semiariden Lebensräumen im Gras- und Gebüschland vor, deren Vegetation von Prosopis- und Larrea-Arten dominiert sind. Die Tiere sind wie die meisten Kammratten Einzelgänger (solitär) und streng territorial. Sie graben gerade, parallel verlaufende Baue, wobei die Baue der Männchen mit etwa 50 Zentimetern länger sind als die der Weibchen mit etwa 22 Zentimetern.
Die Tiere ernähren sich vegetarisch von den verfügbaren Pflanzen, vor allem von Gräsern und niedrig wachsendem Laub. Sie kommen dafür häufig aus den Bauen und stellen sich auch auf die Hinterbeine, um Blätter zu erreichen. Die Fortpflanzungszeit reicht vom Juli bis in den März und setzt für die Trockenzeit aus. Die Tragzeit beträgt im Schnitt etwa 95 Tage, die Weibchen gebären zwei bis acht Jungtiere. Die Jungtiere entwickeln sich rasch und erreichen die Geschlechtsreife in der Paarungssaison nach ihrer Geburt. Die Lebensdauer beträgt etwa zwei Jahre.

## Systematik
Die Mendoza-Kammratte wird als eigenständige Art innerhalb der Gattung der Kammratten (Ctenomys) eingeordnet, die aus etwa 70 Arten besteht. Die wissenschaftliche Erstbeschreibung der Art stammt von dem deutsch-peruanischen Naturforscher Rudolph Amandus Philippi aus dem Jahr 1869, der sie anhand von Individuen aus  Mendoza beschrieb. Aufgrund von molekularbiologischen Daten wird die Art mit weiteren verwandten Arten der mendocinus-Artengruppe zugeordnet. Einige dieser Arten wurden in der Vergangenheit auch als Synonyme der Mendoza-Kammratte betrachtet, namentlich die Cordoba-Kammratte (Ctenomys bergi), die Foch-Kammratte (Ctenomys fochi), die Haig-Kammratte (Ctenomys haigi), die Jujuy-Kammratte (Ctenomys juris), die Azara-Kammratte (Ctenomys azarae), die Gefleckte Kammratte (Ctenomys latro), die Pundt-Kammratte (Ctenomys pundti), die Heimliche Kammratte (Ctenomys occultus) und die Tucumán-Kammratte (Ctenomys tucumanus); aufgrund von karyotypischen und molekularbiologischen Merkmalen wurden sie jedoch als eigenständig angesehen.
Innerhalb der Art werden neben der Nominatform keine Unterarten unterschieden.

## Status, Bedrohung und Schutz
Die Mendoza-Kammratte wird von der International Union for Conservation of Nature and Natural Resources (IUCN) aufgrund des vergleichsweise großen Verbreitungsgebietes und der angenommenen großen Populationen als nicht gefährdet („least concern“) eingeordnet. Bestandsgefährdende Risiken sind für diese Art nicht bekannt.

## Belege
1. 1 2 3 4 5 6 7 8 9 10 11 12  Mendoza Tuco-tuco. In: T.R.O. Freitas: Family Ctenomyidae In: Don E. Wilson, T.E. Lacher, Jr., Russell A. Mittermeier (Hrsg.): Handbook of the Mammals of the World: Lagomorphs and Rodents 1. (HMW, Band 6) Lynx Edicions, Barcelona 2016, S. 524, ISBN 978-84-941892-3-4.
2. 1 2 3  Ctenomys mendocinus. In: Don E. Wilson, DeeAnn M. Reeder (Hrsg.): Mammal Species of the World. A taxonomic and geographic Reference. 2 Bände. 3. Auflage. Johns Hopkins University Press, Baltimore MD 2005, ISBN 0-8018-8221-4.
3. 1 2  Ctenomys mendocinus in der Roten Liste gefährdeter Arten der IUCN 2020. Eingestellt von: C. J. Bidau, R. Ojeda, 2016. Abgerufen am 4. Juni 2020.